# بيوتر غانوشكين
كان بيوتر بوريسوفيتش غانوشكين (8 مارس 1875 - 23 فبراير 1933) طبيبًا نفسيًا روسيًا طور واحدة من أولى نظريات الاعتلال النفسي المعروفة اليوم باسم اضطرابات الشخصية. كان تلميذًا لدى سيرجي كورساكوف وفلاديمير سيربسكي. استطاع غانوشكين تحديد بعض المهمات التنظيمية للطب النفسي الاجتماعي، وصاغ بوضوح الهدف المنهجي الرئيسي للأطباء النفسيين الاجتماعيين، بهدف الجمع بين أساليب التحليل السريري الفردي والبحث الاجتماعي والتعميم.

## السنوات التأسيسية

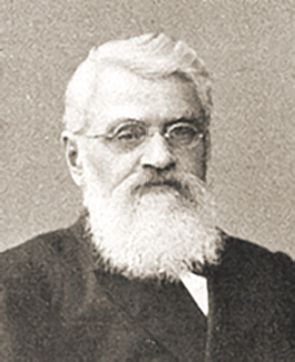
أليكسي ياكوفليفيتش كوجيفنيكوف (1836-1902)،

### النشأة والتعليم
وُلد بيوتر بوريسوفيتش غانوشكين في الإمبراطورية الروسية في 1875 في قرية نوفوسيولكي في منطقة برونسك الواقعة بمحافظة ريازان (ريازان أوبلاست حاليًا). كان والد بوريس طبيبًا ورجلًا عطوفًا ودقيقًا. كانت والدته أولغا (اسمها قبل الزواج موزاروفا) من عائلة روسية فقيرة. كانت مهذبة ومتعلمة، وتتحدث الفرنسية والألمانية بطلاقة، ومهتمة بالفلسفة ومولعة بالموسيقى والشعر والفن. وكانت امرأة اجتماعية طيبة القلب.
تلقى بيوتر تعليمه من قبل والدته في سنواته الأولى. انتقلت العائلة بعد فترة إلى ريازان، العاصمة الإقليمية، حيث بدأ والده التدريس في مدرسة ثانوية للبنين. سجل غانوشكين اليافع في نفس المدرسة بعد عيد ميلاده التاسع بفترة وجيزة. كان بيوتر طالبًا ممتازًا، وكان اجتماعيًا وصادقًا وميالًا إلى السخرية؛ نما فيه كره للانضباط القاسي. خلال سنوات دراسته، حرر مجلة مدرسته.
ذكرت ماريا شقيقة غانوشكين في مذكراتها أن بيوتر لم يتحدث أبدًا عن المهنة التي ينوي أن يمارسها. أصبح اهتمام غانوشكين الشديد «بعلم نفس الشخصية» والعقلية البشرية واضحًا عندما بلغ 13 عامًا. قرأ آنذاك دراسة سيتشينوف عام 1863 «ردود فعل الدماغ»، والتي شكلت محاولة ناجحة لوصف الآليات الفسيولوجية للنشاط النفسي.

### سنوات الجامعة
تخرج غانوشكين من المدرسة الثانوية في 1893 حاصلًا على ميدالية ذهبية، وهي أعلى جائزة، ودخل قسم الطب في جامعة موسكو الحكومية. قرر أخيرًا أن يصبح طبيبًا نفسيًا في السنة الثالثة من دراسته بعد أن تأثر بأساتذة جامعيين مثل أليكسي كوزيفنيكوف وسيرجي كورساكوف.
بُهر الطلاب جميعهم، ومنهم غانوشكين، بطريقة تفاعل كورساكوف مع المعاقين ذهنيًا. أوضح كورساكوف، «لا ينبغي اعتبار المرضى النفسيين مخلوقات بلا روح: يجب اعتبارهم شخصيات مألوفة لكل من يرتبط بهم بطريقة أو بأخرى».
إلى جانب حضوره المحاضرات وحصص المراجعات الطلابية خلال سنوات دراسته الجامعية، عمل غانوشكين بصفة مساعد بمسؤوليات عضو طاقم طبي مبتدئ.

## المسيرة الوظيفية والسيرة الذاتية
تخرج غانوشكين من جامعة موسكو في أكتوبر 1898. رفض عرضًا بأن يصبح طبيبًا مقيمًا دائمًا، لأن ذلك تضمن مسؤوليات إشراف. خلال السنوات التالية وحتى 1902، كان طبيبًا غير مقيم في مستشفى الأمراض النفسية. عمل في العيادة الخارجية وكتب مجموعة متنوعة من الأعمال العلمية.
نشر دراسة في 1901 في المجلة الفرنسية سجلات طبية نفسية بعنوان «الشهوانية والقسوة والدين»، والتي حُظرت لاحقًا في روسيا. أكد غانوشكين ضمنها على العلاقة الوثيقة بين التدين والجنس والقسوة، مستخدمًا إيفان الرهيب مثالًا للتوضيح. أبدى المتعصبون الدينيون القسوة في كثير من الحالات، وفقًا لغانوشكين، والعكس صحيح، أي أن الكثير من الأشخاص القساة كانوا متدينين.
بناء على اقتراح سوخانوف وسيربسكي وروسوليمو، أصبح غانوشكين عضوًا كامل العضوية في جمعية موسكو لاختصاصيي الأمراض العصبية والأطباء النفسيين في 1902. في الوقت ذاته، انتُخب مساعدًا فائضًا في مستشفى الأمراض النفسية تحت رئاسة سيربسكي، بعد وفاة كورساكوف المبكرة نتيجة قصور في القلب.

### التعاون مع سيرجي سوخانوف
كان مساعد كورساكوف سيرجي سوخانوف على استعداد لمساعدة الأطباء الشباب ورعايتهم قولًا وفعلًا. كان سوخانوف مؤيدًا لنهج تصنيف الأمراض وأبدى قوة ملاحظة مذهلة. كان الطب النفسي الحدّي، وخاصةَ الاعتلالات النفسية والأمراض نفسية المنشأ، ضمن اهتماماته البحثية الرئيسية. أدى ميله نحو دراسة الاصطناع إلى ملاحظة سوخانوف الأهمية العلمية والاجتماعية لهذه المشكلة.
تمكن سوخانوف من إثارة اهتمام غانوشكين بهذه القضايا وطور الاثنان علاقة ودية ونشرا ست أوراق بحثية معًا. كانا يفضلان دراسة الاضطرابات النفسية الفردية عوضًا عن أنواعها المختلطة، معتقدين أن هذا النهج سيسهم في دراسة الأمراض المعترف بها واكتشاف اضطرابات نفسية جديدة وتطوير التصنيف النفسي. ميز سوخانوف وغانوشكين شكلًا معينًا من الهوس وكانا أول من أظهر العملية التي يتحول من خلالها الهوس، على الأقل في بعض الحالات، إلى الفصام.

### البارانويا الحادة(1904)
قدم غانوشكين أطروحته عن «البارانويا الحادة» في 1904. أخذت شكل رسم تخطيطي للتطور التاريخي لنظرية البارانويا الحادة. افتُتحت الأطروحة بوصف لبحث فينتشنزو كياروجي وجان-إتيان دومينيك إسكيرول. تحول بعدها التركيز إلى أعمال فيلهلم جريسنجر وبينيديكت موريل وكارل فريدريش أوتو ويستفال. عرض غانوشكين بعدها الملاحظات التي توصل إليها سيرجي كورساكوف وفلاديمير سيربسكي وإميل كريبيلن ويوجين بليولر. أخيرًا، قدم غانوشكين شرحًا رائعًا لنتائجه التي توصل إليها عن البارانوبا.
بعد قبول أطروحته والموافقة عليها، أصبح غانوشكين محاضرًا خاصًا (أي محاضرًا جامعيًا مستقلًا) في قسم الاضطرابات النفسية في جامعة موسكو الحكومية. بدأ عندها بإلقاء محاضراته عن «نظرية الشخصيات المَرَضية».
حضر غانوشكين دورات للدراسات العليا في الطب النفسي في عيادة كريبيلن في ميونيخ في 1905. أصبح بعد ذلك مؤيدًا لنظرية كريبيلن. زار غانوشكين في العام الذي يليه مستشفى سانت آن للأمراض النفسية في باريس، حيث تعرف على أعمال فالنتين ماجنان، شخصية مؤثرة في الطب النفسي الفرنسي. حضر غانوشكين مرة أخرى دورات الطب النفسي للدراسات العليا في الطب النفسي في عيادة كريبيلن في 1908 و1911.

### الاستقالة (1911) والمسيرة المهنية ما بعد الثورة
أصبح استقلال الجامعات قضية حاسمة في روسيا في 1911، ما أدى إلى تدابير قمعية اتخذها وزير التعليم ليف كاسو، محمي القيصر. غادر غانوشكين الجامعة احتجاجًا في 1911، مع باحثين وعلماء تقدميين آخرين. عمل بصفة طبيب مقيم في مستشفى موسكو أليكسييف للأمراض النفسية، المعروف اليوم باسم مستشفى كاشينكو للأمراض النفسية، من 1906 حتى 1914 عندما جُند في الجيش. أسس غانوشكين وآخرون خلال هذه الفترة مجلة بحثية من الدرجة الأولى تحت اسم مجلة كورساكوف لعلم الأمراض العصبية والطب النفسي.
عاد غانوشكين إلى مستشفى موسكو أليكسييف للأمراض النفسية في 1917 بعد تسريحه من الجيش لأسباب صحية. أصبح أستاذًا في قسم الطب النفسي في جامعة موسكو الحكومية من 1918 فصاعدًا (وصار أستاذًا في جامعة موسكو الطبية الحكومية الأولى منذ 1930) ومديرًا لمستشفى الطب النفسي الجامعي: يُعرف الآن باسم عيادة كورساكوف للطب النفسي في أكاديمية سيتشينوف موسكو الطبية.

### بعض من الجوانب الأخرى لعمله
كان غانوشكين من أوائل الأطباء النفسيين الذين تحدثوا عن النمط الفصاماني والتفاعلات الجسدية والنفسية للفصامانية.
حدد «نمط التفاعل الصرعي» في 1927، والذي يتميز بتفاعلات مؤقتة متكررة ناتجة عن تأثير العوامل النفسية والمواقف غير المواتية. يُعبر عن هذا النوع من التفاعل من خلال أعراض التقلقل، أي الأفعال الخبيثة المترافقة بالغضب والكرب والخوف. يشبه نوع التفاعل هذا في نواح كثيرة نمط السلوك النموذجي لاضطراب الشخصية الحدي. يمكن أن تحدث هذه التفاعلات على هيئة نوبة ذهانية خلال الإصابة بالتهاب الدماغ الوبائي والتصلب العصيدي الدماغي وإصابات الدماغ.